# Аарон Рюдель
Аарон Габріель Стох Рюдель (швед. Aaron Gabriel Stoch Rydell, нар. 14 жовтня 2006, Стокгольм, Швеція) — шведський футболіст, нападник клубу АІК.

## Ігрова кар'єра

### Клубна
Аарон Рюдель почав займатися футболом в академії столичного АІКа з шести років. Пізніше він пройшов через молодіжні команди столичних клубів «Карлбергс» та «Броммапойкарна». Сезон 2023/24 футболіст провів. граючи в молодіжній команді данського «Норшелланна».
В березні 2024 року Рюдель повернувся до Швеції, де підписав чотириічний контракт з АІКом. В травні 2024 року футболіст провів два матча в основі клуба в чемпіонаті Швеції, після чого відбув до кінця сезону в оренду до клубу третього дивізіону «Карлбергс».

### Збірна
З 2021 року Аарон Рюдель виступає за юнацькі збірні Швеції.